# Kunratice (Libereci járás)
Kunratice település Csehországban, Libereci járásban. Kunratice Heřmanice, Višňová, Frýdlant, Dětřichov és Bogatynia településekkel határos. Lakosainak száma 350 fő (2024. január 1.).

## Népesség
A település lakosságának változását az alábbi diagram mutatja:
| Lakosok száma | 741  | 790  | 712  | 416  | 420  | 387  | 369  | 368  | 354  | 350  |
|               | 1869 | 1890 | 1921 | 1950 | 1980 | 2001 | 2017 | 2019 | 2022 | 2024 |